# ياكوفليف ياك-18
ياكوفليف ياك-18 (بالإنجليزية: Yakovlev Yak-18)‏ هي طائرة تدريب من صناعة ياكوفليف. كان أول طيران لها في 1946. دخلت الخدمة في 1946.

## المستخدمون
- القوات الجوية السوفيتية
- سلاح جو جيش التحرير الشعبي